# A Voz do País
A Voz do País (en español: La Voz del País) fue un semanario editado en Monforte de Lemos en 1912.

## Historia y características
Subtitulado Semanario Rexionalista, apareció el 7 de abril de 1912. Fue órgano de Solidaridad Gallega, siendo una publicación bilingüe pero escrita principalmente en gallego. Dirigido por Victoriano Rodríguez Gómez. Incluyó colaboraciones literarias como los cuentos de Manuel Lugrís Freire y poemas de Alfredo Brañas, Eduardo Pondal y Uxío Carré Aldao. El último número conocido es el 19, correspondiente al 11 de agosto de ese año.